# 経路積分
経路積分（けいろせきぶん）あるいは径路積分は、リチャード・P・ファインマンが考案した量子力学の理論手法である。ファインマンの経路積分とも呼ばれる。

## 概要

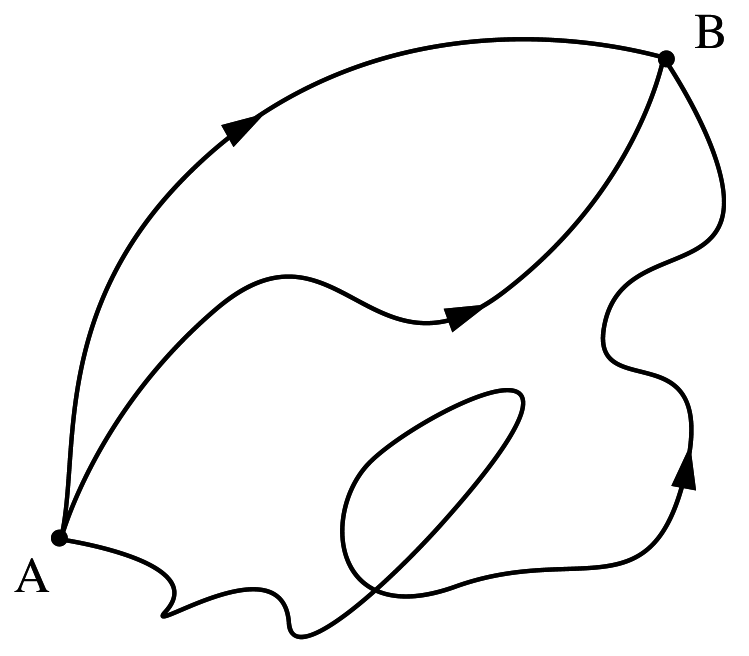
t_{0} で同時に A 点を出発した粒子が、別の t_{1} で同時に B 点に到達する無数の経路のうちの 3 つを示している。

古典力学（古典系）では、ある質点の運動の様子（運動の経路）は初期状態を決めてしまえば後は運動方程式を解くことによって一意的に定まる。一方、量子系では量子的な不確定さ（量子ゆらぎ）が存在するため、古典系のような一意的な経路の決定はできない。
量子系で素粒子などの運動の様子を求める方法はいくつか存在するが、その一つとして経路積分による方法がある。
経路積分の数式では、始点と終点を結ぶ経路は無数にかつ大域的に分布している。それら無数の経路を計算上で合成すると求める結果となる。
経路積分法によって求めた測定値の確率分布は、通常の演算子形式で求めた確率分布と一致する。よって演算子形式と経路積分法は等価な理論である。
演算子形式（シュレーディンガーによる波動力学やハイゼンベルクの行列力学）では、系の時間発展は運動方程式（例えばシュレーディンガー方程式）を解くことで求まるが、経路積分では運動の経路に着目して、経路全体に対する大域的な視点で量子力学上の問題を扱う。ファインマンは、ポール・ディラックの論文にあった「時刻 t と t + Δt（Δt は微小とする）の 2 状態間の遷移の振幅が、該当する系のラグランジアンの指数関数に対応する」という記述に着想を得て、この手法を考え出した。ファインマン自身は、この手法を使って液体ヘリウムの極低温でのロトンの励起の問題などを理論的に扱った。

## 発想
経路積分は古典力学の基本原理であるラグランジュの最小作用の原理を元にしている()。
その際、ファインマンはディラックの著書中の
{\displaystyle \exp \left[{\frac {i}{\hbar }}\int _{t_{a}}^{t_{b}}L(t)\,\mathrm {d} t\right]=\exp \left[{\frac {i}{\hbar }}S(t_{b},t_{a})\right]}
は量子力学の {\displaystyle \langle q_{t_{b}}\mid q_{t_{a}}\rangle } に対応する、という指摘に興味をそそられたと言われている。
具体的な経路積分の発想は、二重スリット実験と関連する。二重スリット実験ではスリットの数は 二つであるが、これを無限個に拡張した考え方が経路積分である。
スリットの数が二つなら、経路は二つである。スリットの数が無限個なら、経路の数は無限個である。スリットの数が無限個になるという状況は、スリットの刻まれた衝立が存在しない空間、つまり障害物のない空間を意味する。従って、真空中では経路が無限個であると考えられる。
そのアイデアを数式で定式化したのがファインマンである。
経路積分の計算法は形式的手法であって実在を表していないという批判があり(p.127-128)、保江邦夫は経路積分が実在しないし数学的に破綻していると断言している(p.67-69)。

## 経路の干渉
二重スリット実験のように、少し条件が複雑になれば最終的な結論は変化し、古典力学の結論と一致するとは限らなくなる。
二重スリット実験ではスリットが二つあり、途中点が二つある。古典力学では単に経路の足し算があるだけで、ピークが二つ観測されるはずであるが、これは実験事実と異なる。一方、経路積分では経路の干渉を計算すると、縞模様の干渉縞ができる（これは、実験事実と一致する）。二重スリット実験の結果（干渉縞）は古典力学の理論では解釈できないが、経路積分の手法で考えれば妥当な説明を得ることができる。

## 詳細説明
経路とは、位置を時刻 t の関数として表した {\displaystyle q(t)} のことを指す。
時刻 tA に位置 qA を出発し、時刻 tB に位置 qB に到達する粒子の運動を考える。
系の古典的ラグランジアンを {\displaystyle L(q,{\dot {q}})} とすると、その作用は
{\displaystyle S[A,B]=\int _{t_{A}}^{t_{B}}L(q,{\dot {q}},t)dt}
で表される。
ファインマンは状態 A から状態 B に遷移する量子力学的な確率振幅は、 A から B へ行くすべての取りうる経路からの寄与についての和をとった
{\displaystyle K_{A\to B}=\int _{A}^{B}{\mathcal {D}}q\,e^{(i/\hbar )S[A,B]}}
として表せることを見出した。
ここで、形式的な積分 {\displaystyle \int {\mathcal {D}}q} は、時間を
{\displaystyle \Delta t=(t_{B}-t_{A})/N,~t_{j+1}=t_{j}+\Delta t,~t_{0}=t_{A},~t_{N}=t_{B},~q_{j}=q(t_{j})}
と分割し、多重積分の極限
{\displaystyle \int {\mathcal {D}}q=\lim _{N\rightarrow \infty }{\frac {1}{C}}\prod _{j=1}^{N-1}\int dq_{j}}
で与えられるものである。
C は極限を収束させる為の規格化因子で、ラグランジアンが
{\displaystyle L(q,{\dot {q}})={\frac {m}{2}}{\dot {q}}^{2}-V(q,t)}
で表されるときは、
{\displaystyle C=\left({\frac {2\pi i\hbar \Delta t}{m}}\right)^{N/2}}
となる。
ファインマン自身は、この関係式を古典力学と量子力学を関係付ける基礎原理としてとらえ、量子化を与える新たな手法として提案した(経路積分量子化)。
なお、{\displaystyle \hbar \to 0} とすると、古典力学の問題に帰着する。もう少し詳しくいえば、マクロスコピックな系ならば、量子力学は古典力学に帰着するはずであるから、経路積分ではすべての経路を足し挙げているところが、古典的経路に積分が集中するはずである。このメカニズムは経路が互いに干渉することによる。具体的には、上記の式の被積分関数は系の作用積分を偏角にもつ絶対値 1 の複素数だけれども、一般の経路では作用積分の経路の依存性が大きいため、被積分関数が激しく振動して相殺してしまう。その相殺がおこらない経路とはすなわち作用積分が停留する点で、それはまさに最小作用の原理より古典的な経路である。

## 具体例 1
1 + 1 次元時空 (x, t) を考える。粒子の質量を m（粒子は古典的なものではなく量子力学的なものとする）、粒子の感じるポテンシャル場を V(x) とし、始点を A、終点を B とする。これに関しての作用積分（S[x(t)] とする）は、
{\displaystyle S[x(t)]=\int _{t_{\rm {A}}}^{t_{\rm {B}}}\left[{1 \over 2}m\left({dx \over {dt}}\right)^{2}-V(x)\right]dt}
となり、A → B における確率振幅は、
{\displaystyle K_{\rm {A\to B}}=\int _{-\infty }^{\infty }dx_{1}\int _{-\infty }^{\infty }dx_{2}\cdots \int _{-\infty }^{\infty }dx_{N-1}e^{{i \over {\hbar }}S[x(t)]}}
となる。上式右辺の多重積分部分は、時間の経過 tA → tB を N 等分したものである（厳密には、N → ∞ と無限の多重積分となる）。つまり時間を離散化して、粒子の運動の経路を細かく分けた微小な直線として、それらすべてをサンプルとした和（つまり経路に対する積分）を行っている。

## 具体例 2
第一原理分子動力学法では、電子状態部分と原子の構造の最適化を同時に行う。通常、原子部分は電子よりずっと重いので古典的に扱うが、水素のような非常に軽い原子の動力学（挙動や安定位置）を扱う場合、その量子的効果が無視できなくなる。電子部分はシュレーディンガー方程式を出発点とする従来の方法で扱えるが、水素原子核（＝陽子）部分を量子力学的に扱うには、経路積分の手法を用いるのが有効である。これに対応する手法として、第一原理経路積分分子動力学法がある。